# أليسكيروفو
أليسكيروفو (بالروسية: Алискерово) هي مدينة في مقاطعة أوكروغ تشوكوتكا الذاتية في روسيا. ويبلغ عدد سكانها 1 نسمة (وفق احصاء عام 2010).

## المناخ
يظهر الجدول التالي التغييرات المناخية على مدار السنة لأليسكيروفو:
| البيانات المناخية لـأليسكيروفو    | البيانات المناخية لـأليسكيروفو | البيانات المناخية لـأليسكيروفو | البيانات المناخية لـأليسكيروفو | البيانات المناخية لـأليسكيروفو | البيانات المناخية لـأليسكيروفو | البيانات المناخية لـأليسكيروفو | البيانات المناخية لـأليسكيروفو | البيانات المناخية لـأليسكيروفو | البيانات المناخية لـأليسكيروفو | البيانات المناخية لـأليسكيروفو | البيانات المناخية لـأليسكيروفو | البيانات المناخية لـأليسكيروفو | البيانات المناخية لـأليسكيروفو |
| الشهر                             | يناير                          | فبراير                         | مارس                           | أبريل                          | مايو                           | يونيو                          | يوليو                          | أغسطس                          | سبتمبر                         | أكتوبر                         | نوفمبر                         | ديسمبر                         | المعدل السنوي                  |
| --------------------------------- | ------------------------------ | ------------------------------ | ------------------------------ | ------------------------------ | ------------------------------ | ------------------------------ | ------------------------------ | ------------------------------ | ------------------------------ | ------------------------------ | ------------------------------ | ------------------------------ | ------------------------------ |
| الدرجة القصوى °م (°ف)             | −0.7 (30.7)                    | 11 (52)                        | −1 (30)                        | 5.4 (41.7)                     | 19 (66)                        | 30 (86)                        | 31.3 (88.3)                    | 31.2 (88.2)                    | 19 (66)                        | 6 (43)                         | 2.6 (36.7)                     | 0.6 (33.1)                     | 31.3 (88.3)                    |
| متوسط درجة الحرارة الكبرى °م (°ف) | −28.1 (−18.6)                  | −27.5 (−17.5)                  | −20.2 (−4.4)                   | −10.7 (12.7)                   | 2.8 (37.0)                     | 14.9 (58.8)                    | 17.5 (63.5)                    | 14.1 (57.4)                    | 4.9 (40.8)                     | −9.1 (15.6)                    | −24.2 (−11.6)                  | −27.6 (−17.7)                  | −7.8 (18.0)                    |
| متوسط درجة الحرارة الصغرى °م (°ف) | −34.1 (−29.4)                  | −35.4 (−31.7)                  | −32.4 (−26.3)                  | −24.8 (−12.6)                  | −7.5 (18.5)                    | 4.2 (39.6)                     | 6.6 (43.9)                     | 3.3 (37.9)                     | −3.1 (26.4)                    | −16.3 (2.7)                    | −29.7 (−21.5)                  | −32.9 (−27.2)                  | −16.3 (2.7)                    |
| أدنى درجة حرارة °م (°ف)           | −55.4 (−67.7)                  | −54 (−65)                      | −52.5 (−62.5)                  | −43.4 (−46.1)                  | −31 (−24)                      | −6.8 (19.8)                    | −6 (21)                        | −9.2 (15.4)                    | −17 (1)                        | −39 (−38)                      | −54.5 (−66.1)                  | −55.2 (−67.4)                  | −55.4 (−67.7)                  |
| معدل هطول الأمطار مم (إنش)        | 12 (0.5)                       | 12 (0.5)                       | 6 (0.2)                        | 6 (0.2)                        | 6 (0.2)                        | 27 (1.1)                       | 48 (1.9)                       | 42 (1.7)                       | 12 (0.5)                       | 15 (0.6)                       | 15 (0.6)                       | 15 (0.6)                       | 216 (8.5)                      |
| متوسط الأيام المثلجة              | 18                             | 13                             | 12                             | 10                             | 8                              | 2                              | 0                              | 1                              | 9                              | 16                             | 15                             | 18                             | 122                            |
| المصدر:                           |                                |                                |                                |                                |                                |                                |                                |                                |                                |                                |                                |                                |                                |